# Minelli AG

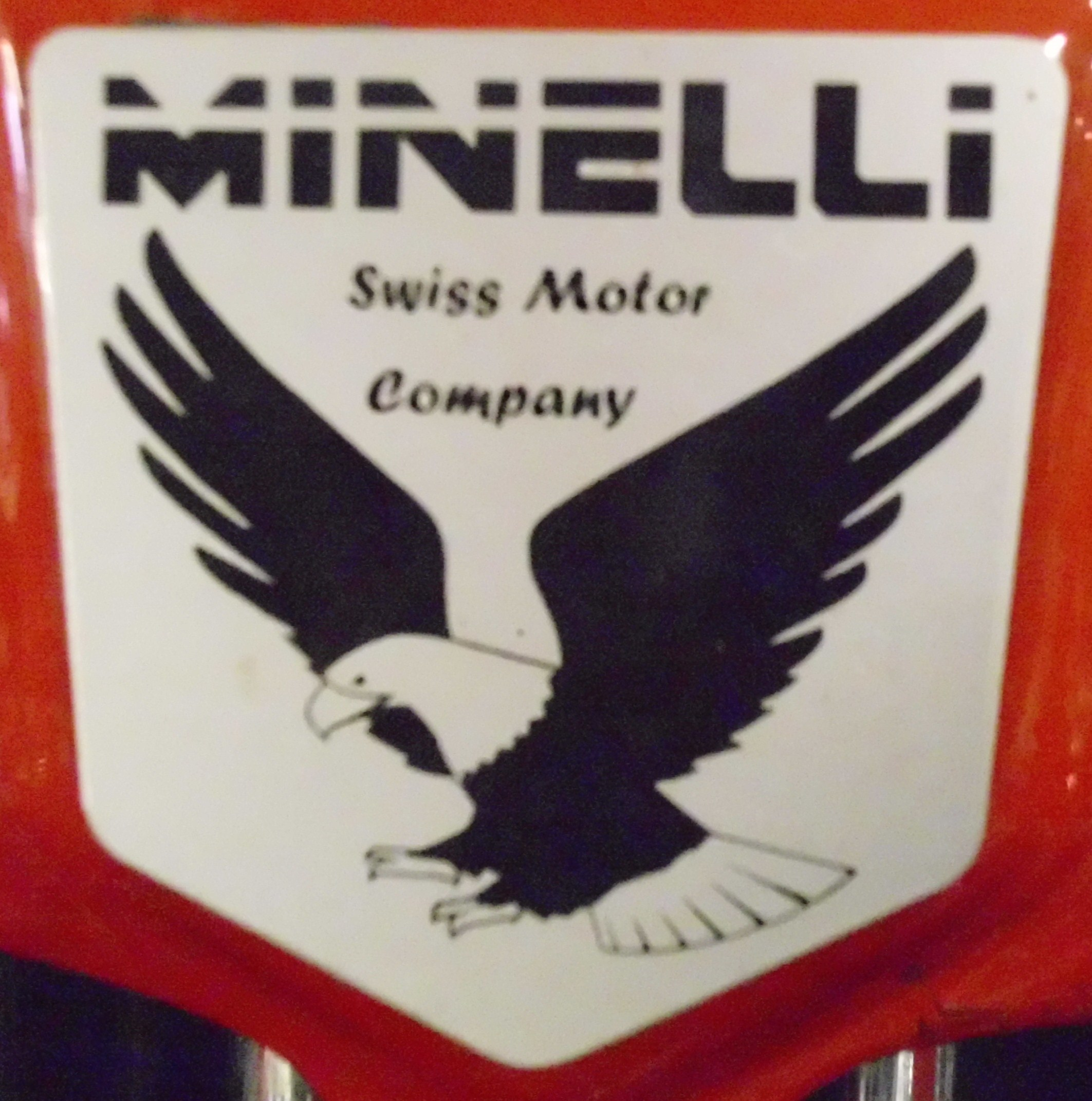
Emblem

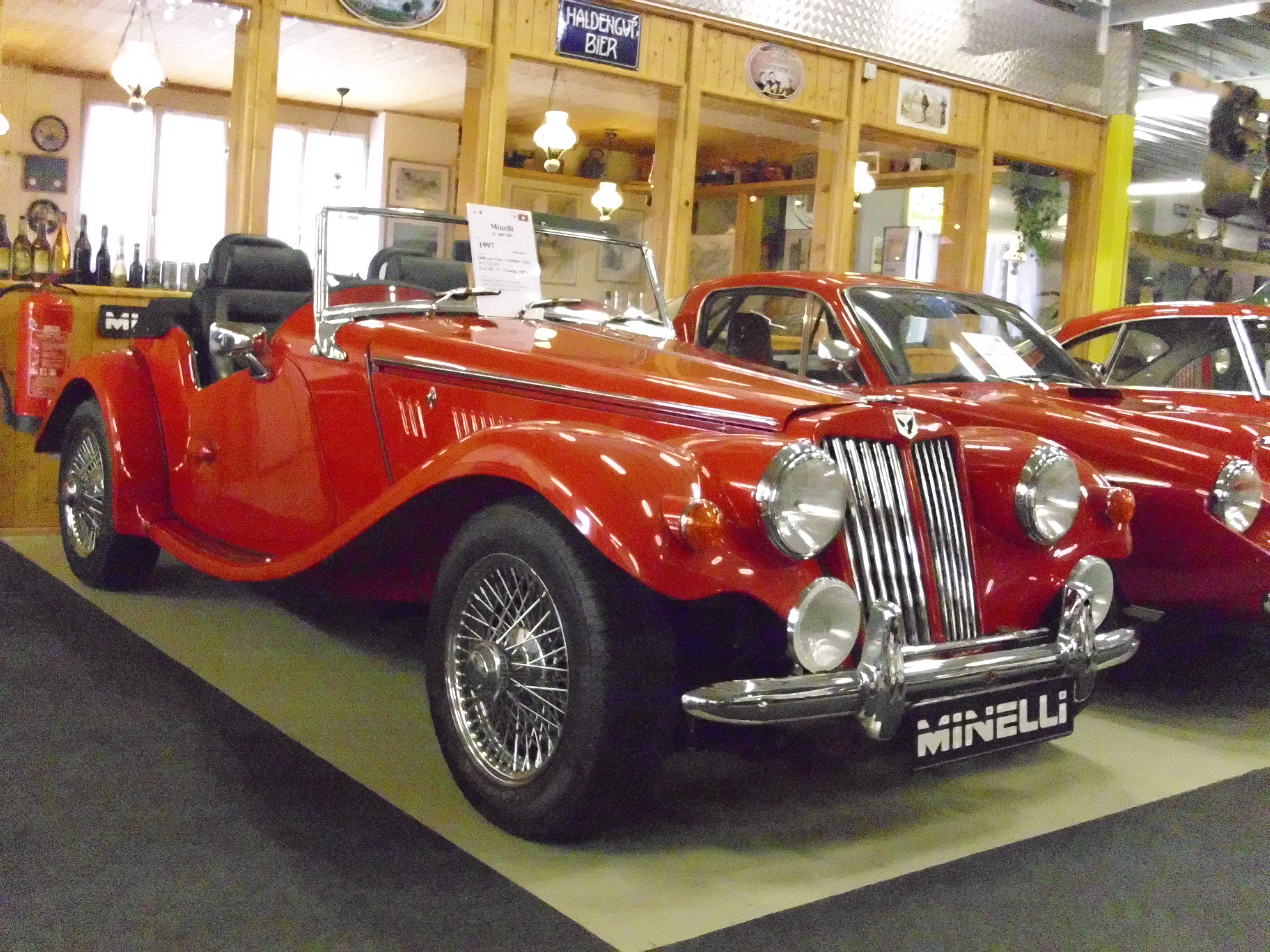
Minelli TF 1800

Die Minelli AG ist ein Schweizer Unternehmen im Bereich Maschinen- und Fahrzeugbau.

## Unternehmensgeschichte
Italo Minelli gründete 1961 in Pfäffikon das Unternehmen, das seitdem im Bereich Maschinen- und Fahrzeugbau tätig ist. Die von der Minelli AG entwickelten und hergestellten MIRA Spezialwerkzeuge für die Instandsetzung von Verbrennungsmotoren werden weltweit vertrieben. 1991 übernahm sein Sohn Reto Minelli die Leitung des Unternehmens. 1995 begannen die Arbeiten an einem Automobil. Die ersten beiden Prototypen wurden 1998 auf dem Genfer Auto-Salon ausgestellt. Der Markenname lautete Minelli. Die anschliessende Produktion lief bis 2001. Pro Jahr entstanden etwa 30 Fahrzeuge. Dann übernahm Bloch Autotechnik das Projekt.

## Fahrzeuge
Das einzige Modell Minelli TF 1800 war ein Nostalgiefahrzeug. Hans Peter Sutter war der Konstrukteur. Dabei handelte es sich um einen Nachbau des MG TF von 1953. Der Stahlrohrrahmen und das Fahrwerk waren Eigenkonstruktionen. Darauf wurde eine offene, zweisitzige Roadsterkarosserie aus Fiberglas montiert. Für den Antrieb sorgte ein Ford-Zetec-Vierzylindermotor mit 1796 cm³ Hubraum und 115 PS. Der Neupreis betrug 62.500 Schweizer Franken oder etwa 85.000 DM.
Im Jahre 2022 wurde durch Reto Minelli die Minelli Automotive ins Leben gerufen. Ein kleines Team von automobiltechnischen Fachleuten kümmert sich seither um die individuelle Veredlung von Fahrzeugen sowie um "Frame off" Restaurationen von edlen Fahrzeugen. Minelli Automotive verfügt über ein eigenes Designstudio, indem individuelle Fahrzeugkarosserien und Interieur Design Konzepte für Kunden entstehen.
Im November 2024 wurde eine auf 10 Stück limitierte Kleinserie an veredelten und modernisierten Mini Cooper Fahrzeugen sowie das im eigenen Designstudio entstandene MINI Cooper RS Modell lanciert. Beide Fahrzeuge wurden an der Auto Zürich Messe erfolgreich präsentiert.